# 长序大苞兰
长序大苞兰（学名：Bulbophyllum purpureofuscum）是兰科石豆兰属的一种植物。分布于不丹、印度、缅甸和中国的云南及西藏。